# Антонија Станишић
Антонија Станишић (рођена 9. јуна 1976) је хрватска глумица.

## Биографија
Дипломирала је глуму на Академији драмске уметности у Загребу. Од треће године Академије професионално је радила у својству спољног сарадника по бројним позориштима.

## Филмографија
- "База Дједа Мраза" као Антонија (2009)
- "Све ће бити добро" као Мариана Бебић (2009)
- "Закон љубави" као Надја (2008)
- "Заувијек сусједи" као Изабела (2007 .- 2008)
- "Ајде, дан ... прођи ..." као конобарица (2006)
- "Жутокљунац" као Антонија (2005)
- "Нора Фора" као Мирта -  позајмила глас  (2004)
- "Покретни дворац" као бака Софија -  позајмила глас  (2004)
- "Ту" као Маријана (2002)